# Trafic de influență
Traficul de influență reprezintă practica ilegală de a folosi influența unui oficial guvernamental sau a unei persoane cu autoritate pentru a obține favoruri sau tratament preferențial, de obicei în schimbul unei mite. 
Traficul de influență se distinge de activitatea de lobby, deoarece aceasta din urmă este legalizată și reglementată în anumite state precum cele din Organizația pentru Cooperare și Dezvoltare Economică (OCDE).
Traficul de influență este ilegal în România, precum și în Franța, Spania, Portugalia, Belgia, Brazilia, Argentina.

## Cazuri cunoscute
- În 2012, vice-președintele Argentinei Amado Boudou a fost acuzat că era proprietarul indirect al tipografiei Ciccone Calcográfica, o companie privată care avea contracte pentru a imprima peste 120 de milioane de bancnote Argentiniene, numere de înmatriculare și alte afaceri cu statul. Contractele au fost atribuite de Boudou însuși, pe vremea când el a fost Ministru al Economiei în Argentina.[2]
- În decembrie 2008, Guvernatorul de Illinois, Rod Blagojevich, a fost acuzat de trafic de influență, în încercarea de a vinde locul din Senat lăsat liber de președintele ales, Barack Obama.[3]
- În aprilie 2009, fostul politician din Newfoundland, Ed Byrne, a fost condamnat pentru traficul de influență pentru acțiunile sale în scandalul privind alocațiile pentru circumscripție electorală. El a fost primul dintre cei patru politicieni condamnați în legătură cu Scandalul, iar politicienii rămași sunt sau așteaptă procesul.
- În plus, primarul din Ottawa, Larry O'Brien, și-a început procesul pe motive similare în mai 2009. O'Brien a fost acuzat de trafic de influență pretins. La 5 august 2009, ambele acuzații au fost respinse de justiția Douglas Cunningham, judecător-șef adjunct al curții superioare din Ontario.[4]
- Nira Radia, o femeie indiană aflată încă în proces de investigare, pentru că a folosit legăturile sale cu politicienii indieni și cu membrii mass-media indiene pentru a atrage licitația de contracte de licență de milioane de dolari în favoarea anumitor companii și persoane fizice.[5][6]
- Începând cu 1 iulie 2014, fostul președinte al Franței, Nicolas Sarkozy, este investigat din cauza pretinsului trafic de influență.[7]
- În aprilie 2015, Procuratura Generală a Braziliei a deschis o investigație privind traficul de influență împotriva fostului președinte Lula. Afirmațiile sunt că între 2011 și 2014 a făcut lobby pentru compania Odebrecht să obțină achiziții publice în țările străine, în timp ce Banca Națională pentru Dezvoltare Economică și Socială a fost implicată și în finanțarea acestor proiecte. Țările în care se presupune că a avut loc acest lucru sunt Ghana, Angola, Cuba și Republica Dominicană.[8]

## Legislația din România
Codul penal al României, adoptat în 2014, în capitolul „Infracțiuni de corupție”, la Art. 291, definește astfel traficul de influență: 
(1) Pretinderea, primirea ori acceptarea promisiunii de bani sau alte foloase, direct sau indirect, pentru sine sau pentru altul, săvârșită de către o persoană care are influență sau lasă să se creadă că are influență asupra unui funcționar public și care promite că îl va determina pe acesta să îndeplinească, să nu îndeplinească, să urgenteze ori să întârzie îndeplinirea unui act ce intră în îndatoririle sale de serviciu sau să îndeplinească un act contrar acestor îndatoriri, se pedepsește cu închisoarea de la 2 la 7 ani.
(2) Banii, valorile sau orice alte bunuri primite sunt supuse confiscării, iar când acestea nu se mai găsesc, se dispune confiscarea prin echivalent.
Anterior, vechiul cod penal definea astfel traficul de influență, în art. 257:
Traficul de influență constă în primirea ori pretinderea de bani sau de alte foloase, ori acceptarea de promisiuni, de daruri, direct sau indirect, pentru sine ori pentru altul, săvârșită de către o persoană care are influență sau lasă să se creadă că are influență asupra unui funcționar sau alt angajat, pentru a-l determina să facă ori să nu facă un act ce intră în atribuțiile sale de serviciu. Cu aceeași pedeapsă se sancționează și promisiunea, oferirea sau darea de bani, de daruri sau alte foloase, direct sau indirect, unei persoane care are influență sau lasă să se creadă că are influență asupra unui funcționar, pentru a-l determina să facă, să nu facă ori să întârzie un act ce intră în atribuțiile sale de serviciu sau să facă un act contrar acestor atribuțiuni.